# Sebastian Schulz
Sebastian Schulz (Rostock, 1977) è un doppiatore e conduttore radiofonico tedesco.
È sposato con la doppiatrice e attrice Jill Böttcher con la quale ha avuto tre figli.

## Doppiaggio

### Cinema
- Mike Vogel in Grind, Havoc - Fuori controllo (2003,2005)
- Adrien Brody in The Village (2004)
- Jon Heder in Napoleon Dynamite, Blades of Glory - Due pattini per la gloria (2004)
- Alessandro Nivola in Goal! (2005)
- Damaine Radcliff in Step Up (2006,2007)
- Leonardo Nam in The Fast and the Furious: Tokyo Drift (2006)
- James McAvoy in Becoming Jane - Il ritratto di una donna contro (2007)
- Andy Samberg in I Love You, Man, Amici di letto, Indovina perché ti odio, Vite da popstar(2009-2016)
- Donald Faison in Skyline, Voices, Kick-Ass 2, Wish I Was Here (2010-2014)
- Danny Dyer in Closure - Vendetta a due (2010)
- Numero 2 in Pirati! Briganti da strapazzo (2012)

### Serie televisive
- Manu Intiraymi in Star Trek: Voyager
- Kyōichi Saionji in Utena la fillette révolutionnaire
- Takashi Yamazaki in Card Captor Sakura (1998)
- Trunks del futuro in Dragon Ball Z (2001-2002)
- Ranban Ruu in Love Hina
- Christopher Masterson in Malcolm (2001-2006)
- Arnold in Totally Spies! - Che magnifiche spie! (2001-2013)
- Setsuna Medo in Angel Sanctuary (2002)
- Shamus Wong in Tracey McBean (2002)
- Raww Le Kreuze in Mobile Suit Gundam SEED (2002-2003)
- Kimura Kouichi in Digimon Frontier (2003-2004)
- Yugi Mutō in Yu-Gi-Oh! (2003-2004)
- Hassan Johnson in The Wire (2002-2008)
- Fletscher in Scuola di vampiri
- Timmy in Hamtaro (2003-2006)
- Adam Cagley in Ned - Scuola di sopravvivenza
- Gil in Johnny Test
- Kett Turton e Jonathan Taylor Thomas in Smallville
- Trunks in Dragon Ball GT (2006)
- Curio in Romeo × Juliet (2008)
- Ryan Merriman in  Pretty Little Liars (2010-2014)
- Kick Chiapposky in Kick Chiapposky - Aspirante stuntman (2010-2013)
- Martin Freeman in Sherlock (2011-2017)
- Napoleon Bonafrog in Teenage Mutant Ninja Turtles - Tartarughe Ninja
- Crash in Crash & Bernstein (2013-2014)
- Jiruo in Made in Abyss
- Sanemi Shinazugawa in Demon Slayer - Kimetsu no yaiba (2020-2023)
- Simon Helberg in The Big Bang Theory, Young Sheldon
- Jean Pierre Polnareff in Le bizzarre avventure di JoJo (2022-)
- Michael Esper in Fallout (2024)
- Austin Van Der Sleet in M.O.D.O.K.

### Videogiochi
- Cifer in Kingdom Hearts II
- Dino-Rang & Drill Sergeant in Skylanders: Spyro's Adventure, Skylanders: Giants

## Conduzione radiofonica
- Robert E. Howard: Gruselkabinett (episodio 70) (2012)
- M.R. James: Gruselkabinett (episodio 71) (2012)
- Star Wars: Das Erwachen der Macht (2018)
- Star Wars: Die letzten Jedi (2018)
- Star Wars: Der Aufstieg Skywalkers (2020)